# Zeid Momén
Zeid Momén, född 1970 i Stockholm, är en svensk innebandytränare på elitnivå med finländskt och algeriskt ursprung.
Momén var målvakt och startade sin elitseriekarriär i Tomasgårdens IF. Han bytte senare klubb till Jönköpings IK, i vilken han spelade mellan åren 1998 och 2001. Han spelade fram till säsongen 2006/2007 i klubbar utanför den högsta serien, men spelade från säsongen 2006/2007 för Storvreta IBK från Uppsala. Senare gick han tillbaka till Jönköpings IK där han numera är tränare för klubbens herrlag. Zeid Momén spelade med nummer 70 på tröjan och kastar med höger hand.